# (425) Cornelia
(425) Cornelia ist ein Asteroid des äußeren Hauptgürtels, der am 28. Dezember 1896 vom französischen Astronomen Auguste Charlois am Observatoire de Nice bei einer Helligkeit von 13 mag entdeckt wurde.
Der Asteroid ist vermutlich benannt nach Cornelia (um 190–um 100 v. Chr.), Tochter des Scipio Africanus, Mutter von Tiberius Sempronius Gracchus und Gaius Sempronius Gracchus. Cornelia ist auch der Name der ersten Frau des römischen Staatsmannes Gaius Iulius Caesar (100–44 v. Chr.). Julius Bauschinger, der Direktor des Astronomischen Rechen-Instituts in Berlin, veröffentlichte 1901 die Namen von 34 von Charlois entdeckten Asteroiden zwischen den Nummern (356) und (451). Im Text heißt es lediglich: „Nach Zustimmung des Herrn Charlois haben folgende von ihm entdeckten… Planeten nachstehende Namen erhalten.“ Es liegt daher nahe, dass die Namen vom Astronomischen Rechen-Institut ausgewählt wurden.

## Wissenschaftliche Auswertung
Aus Ergebnissen der IRAS Minor Planet Survey (IMPS) wurden 1992 Angaben zu Durchmesser und Albedo für zahlreiche Asteroiden abgeleitet, darunter auch (425) Cornelia, für die damals Werte von 63,9 km bzw. 0,05 erhalten wurden. Eine Auswertung von Beobachtungen durch das Projekt NEOWISE im nahen Infrarot führte 2011 zu vorläufigen Werten für den Durchmesser und die Albedo im sichtbaren Bereich von 68,2 km bzw. 0,04. Nach neuen Messungen mit NEOWISE wurden die Werte 2014 auf 67,9 km bzw. 0,04 korrigiert. Nach der Reaktivierung von NEOWISE im Jahr 2013 und Registrierung neuer Daten wurden die Werte 2015 zunächst mit 64,5 oder 70,6 km bzw. 0,04 angegeben und dann 2016 korrigiert zu 65,3 km bzw. 0,04, diese Angaben beinhalten aber alle hohe Unsicherheiten.
Photometrische Messungen des Asteroiden fanden statt vom 4. bis 7. März 2015 im Rahmen einer Zusammenarbeit von fünf Observatorien in Spanien. Aus der aufgezeichneten Lichtkurve wurde eine Rotationsperiode von 17,505 h bestimmt.
Mit einer Auswertung photometrischer Daten des Lowell-Observatoriums und des Gaia DR2-Katalogs konnte im Jahr 2019 mit der Methode der konvexen Inversion erstmals ein dreidimensionales Gestaltmodell des Asteroiden für zwei alternative Positionen der Rotationsachse mit retrograder Rotation und einer Periode von 17,5557 h bestimmt werden.
Aus archivierten Daten des Asteroid Terrestrial-impact Last Alert System (ATLAS) aus dem Zeitraum 2015 bis 2018 konnte in einer Untersuchung von 2022 mit der Methode der konvexen Inversion eine Rotationsperiode von 17,5558 h bestimmt werden.